# 博內利斯費里
博內利斯費里（英語：Bonelli's Ferry）是位於美國內華達州克拉克縣的鬼鎮。

## 地理
博內利斯費里所處的海拔為高於海平面367米（即1204英呎），而該地所採用的時區為UTC-8，即太平洋时区（PST）。同時該地設有夏令時間，為UTC-8調快一小時，即UTC-7（PDT）。